# 古谷謙一
古谷 謙一（ふるや けんいち）は、日本の元警察官・プロデューサー。
元警察官、元自衛官、元傭兵からなるKart警察監修チームに所属し、民間ボディーガードとして活躍する傍ら、映画・ドラマの監修などを行っている。

## 監修作品

### テレビドラマ
- SPEC
  - SPEC～警視庁公安部公安第五課 未詳事件特別対策係事件簿～（2010年10月 - 12月、TBS）
  - SPEC～翔～（2012年4月、TBS）
  - SPEC～零～（2013年10月、TBS）

- ATARU
  - ATARU（2012年4月 - 6月、TBS）
  - ATARUスペシャル～ニューヨークからの挑戦状！！～（2012年1月、TBS）
- 嘘の証明 犯罪心理分析官 梶原圭子（2012年5月、テレビ東京）
- 山村美紗サスペンス 女検視官・江夏冬子（2012年5月、フジテレビ）
- 守護神・ボディーガード 進藤輝（2012年6月、TBS）
- 踊る大捜査線 THE LAST TV サラリーマン刑事と最後の難事件（2012年9月、フジテレビ）
- MONSTERS（2012年10月 - 12月、TBS）
- ダブルフェイス
  - ダブルフェイス 偽装警察編（2012年10月、WOWOW）
  - ダブルフェイス 潜入捜査編（2013年1月、TBS）
- ミエリーノ柏木（2013年1月 - 3月、テレビ東京）
- この世で俺／僕だけ（2013年3月、BSジャパン）
- TAKE FIVE～俺たちは愛を盗めるか～（2013年4月 - 6月、TBS）
- POWER GAME～パワーゲーム～（2013年8月 - 9月、NHK BSプレミアム）
- 西村京太郎サスペンス 十津川警部シリーズ 消えたタンカー（2013年9月、TBS）
- 刑事のまなざし（2013年10月 - 12月、TBS）
- 隠蔽捜査（2014年1月 - 3月、TBS）
- S-最後の警官-（2014年1月 - 3月、TBS）

- ネメシス（日本テレビ）
- インフルエンス（WOWOW）
- おしい刑事（NHK BSプレミアム）
- やっぱりおしい刑事（NHK BSプレミアム）
- トッカイ～不良債権特別回収部～（WOWOW）
- 七人の秘書（テレビ朝日）
- 危険なビーナス（TBS）
- テレビ朝日開局60周年記念スペシャル『24 JAPAN』（テレビ朝日）
- 未解決の女 警視庁文書捜査官 Season2（テレビ朝日）
- 呪怨：呪いの家（英語版）（Netflix）
- 未満警察 ミッドナイトランナー（日本テレビ）
- MIU404 第1話 - 第10話（TBS） - 無線の声で参加
- BG〜身辺警護人〜（テレビ朝日）
- アリバイ崩し承ります（テレビ朝日）
- 絶対零度 未然犯罪潜入捜査（フジテレビ）
- 蝶の力学 殺人分析班（WOWOW）
- グランメゾン東京 第1話（TBS）
- シャーロック（フジテレビ）
- 悪の波動 殺人分析班スピンオフ（WOWOW）
- リカ（東海テレビ・CX）
- チート〜詐欺師の皆さん、ご注意ください〜（読売テレビ・日本テレビ）
- 盤上の向日葵（NHK BS プレミアム）
- そして、生きる（WOWOW）
- W県警の悲劇（BSテレビ東京）
- ポイズンドーター・ホーリーマザー（WOWOW）
- 神の手（WOWOW）
- ミラー・ツインズ Season2（WOWOW）
- 東京二十三区女 最終話 品川区の女（WOWOW）
- 緊急取調室 3rd SEASON（テレビ朝日）
- イノセンス 冤罪弁護士（日本テレビ）
- メゾン・ド・ポリス（TBS）
- ドロ刑 -警視庁捜査三課-（日本テレビ）
- 青と僕（フジテレビ）
- 絶対零度 〜未然犯罪潜入捜査〜（フジテレビ）
- 不発弾 〜ブラックマネーを操る男〜（WOWOW）
- ミス・シャーロック（Hulu）
- モンテ・クリスト伯 -華麗なる復讐-（フジテレビ）
- 未解決の女 警視庁文書捜査官（テレビ朝日）
- シグナル 長期未解決事件捜査班（フジテレビ）
- BG～身辺警護人～（テレビ朝日）
- 監獄のお姫さま（TBS）
- 全力失踪（NHK BSプレミアム）
- プラージュ 〜訳ありばかりのシェアハウス〜（WOWOW）
- 警視庁いきもの係（フジテレビ）
- 櫻子さんの足下には死体が埋まっている（フジテレビ）
- CRISIS 公安機動捜査隊特捜班（関西テレビ）
- 犯罪症候群 Season1（東海テレビ）
- 犯罪症候群 Season2（WOWOW・東海テレビ）
- 視覚探偵 日暮旅人（日本テレビ）
- スーパーサラリーマン左江内氏（日本テレビ）
- 嫌われる勇気（フジテレビ）
- 代償（Hulu）
- 水晶の鼓動 殺人分析班（WOWOW）
- スニッファー 嗅覚捜査官（NHK）
- スニッファー 嗅覚捜査官 スペシャル（NHK）
- コールドケース 〜真実の扉〜（WOWOW）
- コールドケース2 〜真実の扉〜（WOWOW）
- コールドケース3 〜真実の扉〜（WOWOW）
- キャリア〜掟破りの警察署長〜（フジテレビ）
- 刑事7人（テレビ朝日）
- 神の舌を持つ男（TBS）
- ナオミとカナコ 最終話（フジテレビ）
- 悪党たちは千里を走る 第7話（TBS）
- 螻蛄～けら～（BSスカパー！）
- 撃てない警官（WOWOW）
- デザイナーベイビー（NHK）
- マジすか学園5（日本テレビ）
- 石の繭（WOWOW）
- 探偵の探偵（フジテレビ）
- 予告犯 -THE PAIN-（WOWOW）
- ヤメゴク〜ヤクザやめて頂きます〜（TBS 木曜ドラマ劇場）
- ウロボロス～この愛こそ、正義。（TBS 金曜ドラマ）
- おやじの背中（TBS）
- HERO2（フジテレビ）
- プラトニック（BSプレミアム）
- ペテロの葬列（TBS）
- トクボウ 警察庁特殊防犯課（）
- パンドラ〜永遠の命〜（WOWOW）
- MOZU Season1〜百舌の叫ぶ夜〜（TBS・WOWOW）
- MOZU Season2〜幻の翼〜（TBS・WOWOW）
- ホワイト・ラボ〜警視庁特別科学捜査班〜（TBS）
- テレビ朝日開局60周年記念 2夜連続ドラマスペシャル『逃亡者』（テレビ朝日）
- はぐれ刑事三世（テレビ朝日）
- ドラマスペシャル 堂場瞬一サスペンス ラストライン 刑事 岩倉剛（テレビ東京）
- 白日の鴉2
- 警視庁捜査資料管理室スペシャル〜明石幸男、最後の3日間〜（BSフジ）
- 微笑む人（テレビ朝日）
- 全身刑事（テレビ朝日）
- フジテレビ開局60周年特別企画『教場』シリーズ（フジテレビ）
  - 『教場』
  - 『教場II』
- 黒薔薇2 刑事課強行犯係 神木恭子（テレビ朝日）
- ピュア! 〜一日アイドル署長の事件簿〜（NHK）
- 未解決の女 警視庁文書捜査官～緋色のシグナル～（テレビ朝日）
- 名探偵・明智小五郎 第2夜 VAMPIRE～巨大病院サイバージャック!!（テレビ朝日）
- 名探偵・明智小五郎 第1夜 SHADOW～警察データベース流出!!犯罪者連続殺人（テレビ朝日）
- プレミアムドラマ『我が家のヒミツ 第3回 妊婦と隣人』（NHK BSプレミアム）
- フジテレビ開局60周年特別企画『レ・ミゼラブル 終わりなき旅路』（フジテレビ）
- 東海テレビ開局60周年記念スペシャルドラマ『大誘拐2018』（東海テレビ）
- ミステリースペシャル 満願 第2夜『夜警』（NHK）
- 復讐捜査〜警察犬と刑事の殺人追跡行〜（テレビ朝日） - 制作協力としても参加
- 将軍刑事（テレビ朝日）
- 特殊犯罪課・花島渉2 絶対に失敗しない最強の交渉人!（テレビ朝日）
- ぼくらの勇気 未満都市 2017（日本テレビ）
- 松本清張 没後25年特別企画 誤差（テレビ東京）
- さすらい署長 風間昭平スペシャル ほくと函館湾殺人事件（テレビ東京）
- スピンオフ  地味にスゴイ!校閲ガール・河野悦子…がいない水曜日（Hulu）
- 松本清張特別企画 喪失の儀礼（テレビ東京）
- 検事・悪玉（テレビ朝日）
- 銭の捜査官 西カネ子（TBS）
- 刑事バレリーノ（日本テレビ）
- 司法教官・穂高美子4（テレビ朝日）
- 湯けむりバスツアー 桜庭さやかの事件簿6（TBS）
- 月曜ゴールデン おとり捜査官北見志穂19～最新作 罪深き美女・連続殺人!（テレビ朝日）
- 水曜ミステリー9 警視庁特捜対策室 迷宮捜査の女（テレビ東京）
- セイアン〜生活安全特捜隊（テレビ朝日）
- 水曜ミステリー9 ソタイ 組織犯罪対策課（テレビ東京）
- フジテレビ開局55周年特別番組松本清朝スペシャル「時間の習俗」（フジテレビ）
- 刑事シュート5 しゅうと&ムコの事件日誌（TBS）
- 浅草下町通交番子連れ巡査の捜査日誌2（テレビ東京）
- 金沢のコロンボ シリーズ（テレビ東京）
- 横山秀夫サスペンスシリーズ（TBS）
- イチケイのカラス（フジテレビ）
- ハコヅメ〜たたかう!交番女子〜（日本テレビ）
- 警部補ダイマジン（テレビ朝日）
- イップス（フジテレビ）
- ギークス〜警察署の変人たち〜（フジテレビ）

### スペシャルドラマ
- シグナル 長期未解決事件捜査班 スペシャル（フジテレビ）
- 文豪少年！～ジャニーズJr.で名作を読み解いた～（WOWOW） ＊法律監修としても参加
- 教場Ⅱ（フジテレビ）
- テレビ朝日開局60周年記念 2夜連続ドラマスペシャル『逃亡者』（テレビ朝日）
- はぐれ刑事三世（テレビ朝日）
- 堂場瞬一サスペンス ラストライン 刑事 岩倉剛（テレビ東京）
- 白日の鴉2（テレビ朝日）
- 警視庁捜査資料管理室スペシャル〜明石幸男、最後の3日間〜（BSフジ）
- 微笑む人（テレビ朝日）
- 全身刑事（テレビ朝日）
- フジテレビ開局60周年特別企画『教場』（フジテレビ）
- 黒薔薇2 刑事課強行犯係 神木恭子（テレビ朝日）
- ピュア！一日アイドル署長の事件簿（NHK）
- 未解決の女 警視庁文書捜査官～緋色のシグナル～（テレビ朝日）
- 名探偵・明智小五郎 第2夜 VAMPIRE～巨大病院サイバージャック！！（テレビ朝日）
- 名探偵・明智小五郎 第1夜 SHADOW～警察データベース流出！！犯罪者連続殺人（テレビ朝日）
- プレミアムドラマ『我が家のヒミツ 第3回 妊婦と隣人』（NHK BSプレミアム）
- フジテレビ開局60周年特別企画『レ・ミゼラブル 終わりなき旅路』（フジテレビ）
- 東海テレビ開局60周年記念スペシャルドラマ『大誘拐2018』（東海テレビ）
- ミステリースペシャル 満願 第2夜『夜警』（NHK）
- 復讐捜査～警察犬と刑事の殺人追跡行～（テレビ朝日） ＊制作協力としても参加
- スニッファー嗅覚捜査官 スペシャル（NHK）
- 将軍刑事（テレビ朝日）
- 特殊犯罪課・花島渉2 絶対に失敗しない最強の交渉人！（テレビ朝日）
- ぼくらの勇気 未満都市 2017（日本テレビ）
- 松本清張 没後25年特別企画 誤差（テレビ東京）
- さすらい署長 風間昭平スペシャル ほくと函館湾殺人事件（テレビ東京）
- スピンオフ  地味にスゴイ！校閲ガール・河野悦子…がいない水曜日（Hulu）
- 松本清張特別企画 喪失の儀礼（テレビ東京）
- 検事・悪玉（テレビ東京）
- 銭の捜査官 西カネ子（TBS）
- 刑事バレリーノ（日本テレビ）
- MOZU スピンオフ 大杉探偵事務所～砕かれた過去編（WOWOW・TBS）
- MOZU スピンオフ 大杉探偵事務所～美しき標的編（TBS）
- 司法教官 穂高美子4（テレビ朝日）
- 湯けむりバスツアー桜庭さやかの事件簿6（TBS）
- 月曜ゴールデン おとり捜査官北見志穂19～最新作 罪深き美女・連続殺人！（テレビ朝日）
- 水曜ミステリー9 警視庁特捜対策室迷宮捜査の女（テレビ東京）
- セイアン〜生活安全特捜隊（テレビ朝日）
- 水曜ミステリー9 ソタイ 組織犯罪対策課（テレビ東京）
- フジテレビ開局55周年特別番組松本清朝スペシャル「時間の習俗」（フジテレビ）
- 刑事シュート5 しゅうと＆ムコの事件日誌（TBS）
- 浅草下町通交番子連れ巡査の捜査日誌2（テレビ東京）
- 金沢のコロンボ シリーズ（テレビ東京）
- 横山秀夫サスペンスシリーズ（TBS）

### 映画
- こちら葛飾区亀有公園前派出所 THE MOVIE 勝どき橋を封鎖せよ！（2011年、松竹）
- 劇場版 SPEC
  - 劇場版 SPEC～天～（2012年、東宝）
  - 劇場版 SPEC～結～漸ノ篇（2013年、東宝）
  - 劇場版 SPEC～結～爻ノ篇（2013年、東宝）
- 闇金ウシジマくん（2012年、スターダストピクチャーズ）
- 踊る大捜査線 THE FINAL 新たなる希望（2012年、東宝）
- 藁の楯（2013年、ワーナー・ブラザース映画）
- 貞子3D2（2013年、角川書店）
- 劇場版 ATARU-THE FIRST LOVE＆THE LAST KILL-（2013年、東宝）
- 悼む人（2015年、東映、堤 幸彦監督）
- 神さまの言うとおり（2014年、東宝、三池崇史監督）
- 予告犯（2015年、東宝、中村義洋監督）
- この世で俺/僕だけ（2013年、トリクスタ、月川 翔監督）
- 寄生獣寄生獣 完結編（2014年、2015年、東宝、山崎貴監督）
- HERO（2015年、東宝、鈴木雅之監督）
- S -最後の警官- 奪還 RECOVERY OF OUR FUTURE（2015年、東宝、平野俊一監督）
- 天空の蜂（2015年、松竹、堤幸彦監督）
- 劇場版 MOZU（2015年、東宝、羽住英一郎監督）
- セーラー服と機関銃-卒業-（2016年、角川、前田弘二監督）
- スキャナー 記憶のカケラをよむ男（2016年、東映、金子修介監督）
- 64-ロクヨン- 前編（2016年、東宝、瀬々敬久監督）
- 64-ロクヨン- 後編（2016年、東宝、瀬々敬久監督）
- 日本で一番悪い奴ら（2016年、東映、白石和彌監督）
- シン・ゴジラ（2016年、東宝、庵野秀明監督）
- 秘密 THE TOP SECRET（2016年、松竹、大友啓史監督）
- SCOOP!（2016年、東宝、大根仁監督）
- グッドモーニングショー（2016年、東宝、君塚良一監督）
- ミュージアム（2016年、ワーナー・ブラザース映画、大友啓史監督）
- RANMARU 神の舌を持つ男 -鬼火デスロード編-（2016年、松竹、堤幸彦監督）
- 土竜の唄 香港狂騒曲（2016年、東宝、三池崇史監督）
- 破門 ふたりのヤクビョーガミ（2017年、松竹、小林聖太郎監督）
- PとJK（2017年、松竹、廣木隆一監督）
- 無限の住人（2017年、ワーナー・ブラザース映画、三池崇史監督）
- 家族はつらいよ2（2017年、松竹、山田洋次監督）
- ダブルミンツ（2017年、アーク・フィルムズ/スターキャット、内田英治監督）
- 22年目の告白-私が殺人犯です-（2017年、ワーナー・ブラザーズ映画、入江悠監督）
- 君の膵臓をたべたい（2017年、東宝、月川翔監督）
- ジョジョの奇妙な冒険 ダイヤモンドは砕けない 第一章（2017年、東宝/ワーナー・ブラザース映画、三池崇史監督）
- HIGH&LOW THE MOVIE 2 / END OF SKY（2017年、松竹、久保茂昭監督）
- HIGH&LOW THE MOVIE 3 / FINAL MISSION（2017年、松竹、久保茂昭監督）
- 泥棒役者（2017年、ショウゲート、西田征史監督）
- DESTINY 鎌倉ものがたり（2017年、東宝、山崎貴監督）
- 去年の冬、きみと別れ（2018年、ワーナー・ブラザース映画、瀧本智行監督）
- いぬやしき（2018年、東宝、佐藤信介監督）
- ラプラスの魔女（2018年、東宝、三池崇史監督）
- 妻よ薔薇のように 家族はつらいよIII（2018年、松竹株式会社、山田洋次監督）
- 万引き家族（2018年、ギャガ、是枝裕和監督）
- どうしようもない恋の唄（2018年、クロックワークス、西海謙一郎監督）
- 検察側の罪人（2018年、東宝、原田眞人監督）
- 来る（2018年、東宝、中島哲也監督）
- マスカレード・ホテル（2019年、東宝、鈴木雅之監督）
- よこがお（2019年、KADOKAWA、深田晃司監督）
- ロマンスドール（2020年、KADOKAWA、タナダユキ監督）
- AI崩壊（2020年、ワーナー・ブラザース映画、入江悠監督）
- 初恋（2019年、東映、三池崇史監督）
- 銃 2020（2020年、KATSU-do、武正晴監督）
- みをつくし料理帖（2020年、東映、角川春樹監督）
- 罪の声（2020年、東宝、土井裕泰監督）
- 夢で会えても（2020年、VISION、「LINE NEWS」動画コンテンツ）[1]
- 名も無き世界のエンドロール（2021年、エイベックス・ピクチャーズ、佐藤祐市監督）
- 劇場版シグナル 長期未解決事件捜査班（2021年、東宝、橋本一監督）
- キリエのうた（2023年、東映、岩井俊二監督）[2]

### バラエティ作品
- 直撃!シンソウ坂上（フジテレビ）
  - 長男の目線から、「母・福田和子」を描く！
  - オウム・林郁夫受刑者、サリン事件自首の真相！
  - 西鉄バスジャック事件
  - 三菱銀行立てこもり事件
- 天才てれびくんYOU（NHK Eテレ）
- 林先生が驚く初耳学!（TBS）
- ダウンタウンなう（フジテレビ）

### CM作品
- ユニバーサル・スタジオ・ジャパン バイオハザード・ザ・リアル（2014年 - 2015年）
- 名探偵ピカチュウ 事件現場篇（2018年）
- 割れない刑事 現場篇（2018年）
- 割れない刑事 取調室篇（2018年）

### 配信ドラマ
- 仮面ライダーBLACK SUN（2022年10月、Amazon Prime Video）

### 書籍
- ドロ刑（2018年 - 2019年、「週刊ヤングジャンプ」集英社）
- 新装版 秘密 -トップ・シークレット-（2015年、花とゆめコミックス）ISBN 9784592218319
- そこが知りたい！日本の警察組織のしくみ（2017年、朝日新聞出版）ISBN 9784023330900

## プロデューサー作品

### 映画
- シグナチャー～日本を世界の銘醸地に～（2022年、カートエンターテイメント）

- 空と山と緑～遥かなる旅路～（2022年、カートエンターテイメント）

- ウスケボーイズ（2018年、カートエンターテイメント）
- 第二警備隊（2018年、カートエンターテイメント）

### 舞台
- 帰って来た蛍
  - 帰って来た蛍～令和への伝承～（2022年、俳優座劇場）
  - 帰って来た蛍～天空の誓い～（2017年、俳優座劇場）
  - 帰って来た蛍～未来への伝言～（2015年、俳優座劇場）

- 奇々怪々～江戸の千本もみじ～（2016年、俳優座劇場）

## アシスタントプロデューサー作品
- 風に立つライオン（2015年、東宝）

## セキュリティスーパーバイザー作品
- 無限の住人（2017年、ワーナー・ブラザース映画）